# Parque nacional Laguna San Rafael
El Parque Nacional Laguna San Rafael es un parque nacional chileno, ubicado en la región de Aysén. 
Este parque nacional, se caracteriza por ser el más grande de la región de Aysén, con 1 742 000 ha de extensión, de las cuales cerca de 400 000 ha corresponden a los hielos milenarios de los Campos de Hielo Norte. También dentro del parque se encuentra el monte San Valentín, con una altura aprox. de 4058 m s. n. m. El gran atractivo del parque es la laguna San Rafael y el ventisquero del mismo nombre que desagua en dicha laguna. 
En la laguna se realizan recorridos por los hielos en pequeñas embarcaciones, desde donde es posible observar la caída de grandes masas de hielo desde el ventisquero hacia la laguna. 
El clima de la zona se caracteriza por ser muy húmedo, con abundantes precipitaciones durante todo el año, siendo una de las zonas más lluviosas del país con aprox. 5000 mm de lluvia anuales.

## Accesos
Se puede llegar a este parque vía marítima o vía terrestre. En el primer caso, existen en la región empresas de servicios turísticos que ofrecen viajes a la laguna saliendo desde Puerto Montt o desde Puerto Chacabuco. El tiempo de viaje desde Puerto Chacabuco son 16 horas. Por vía terrestre, se puede acceder desde la localidad de Puerto Río Tranquilo hasta Bahía Exploradores, por una carretera ripiada construida en 2001. Desde Bahía Exploradores se puede acceder a la laguna en embarcaciones, con un tiempo de viaje que demora unas 2,5 horas. Es posible acceder desde septiembre hasta abril.

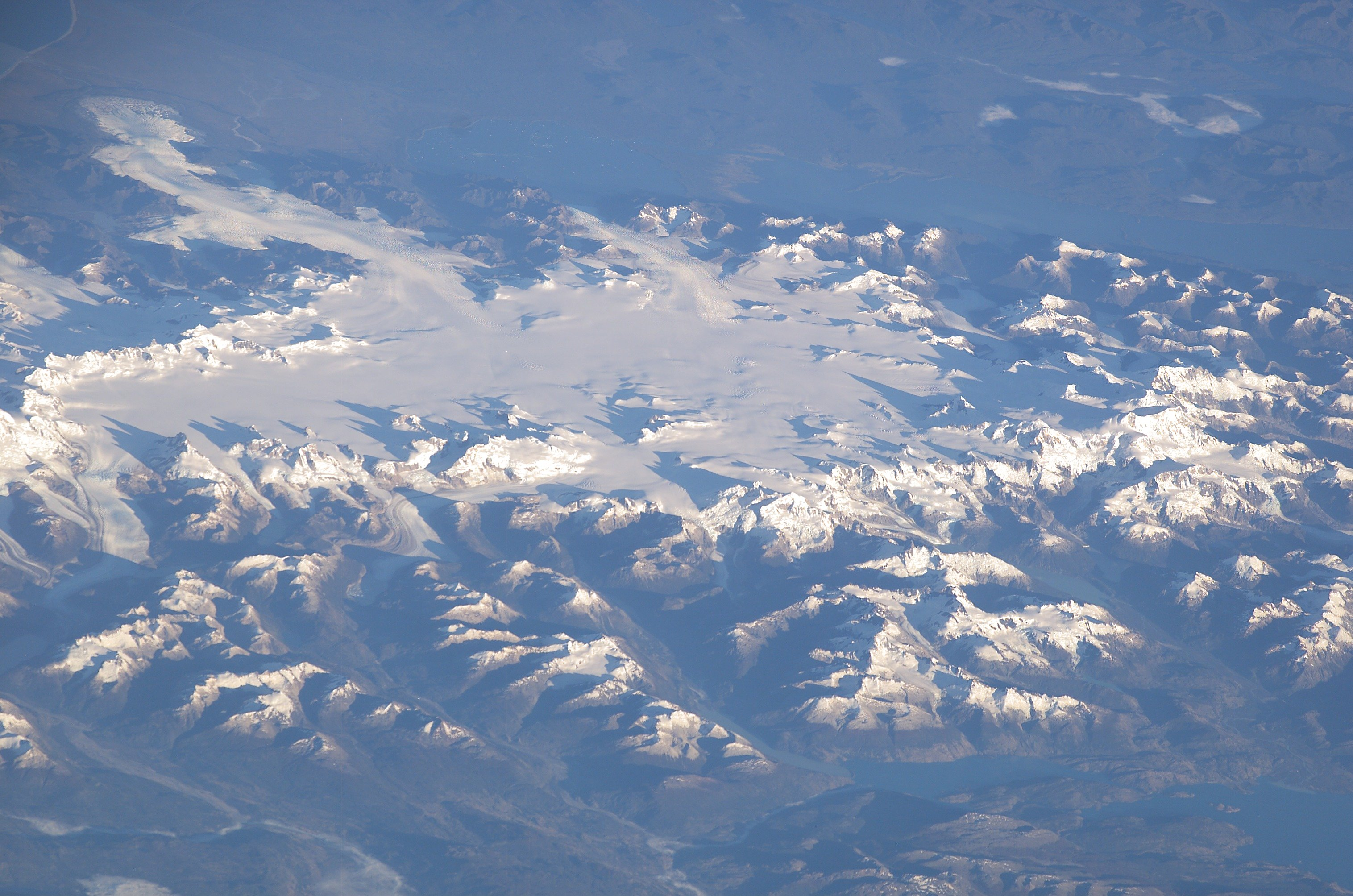
Vista satelital de los Campos de Hielo Norte
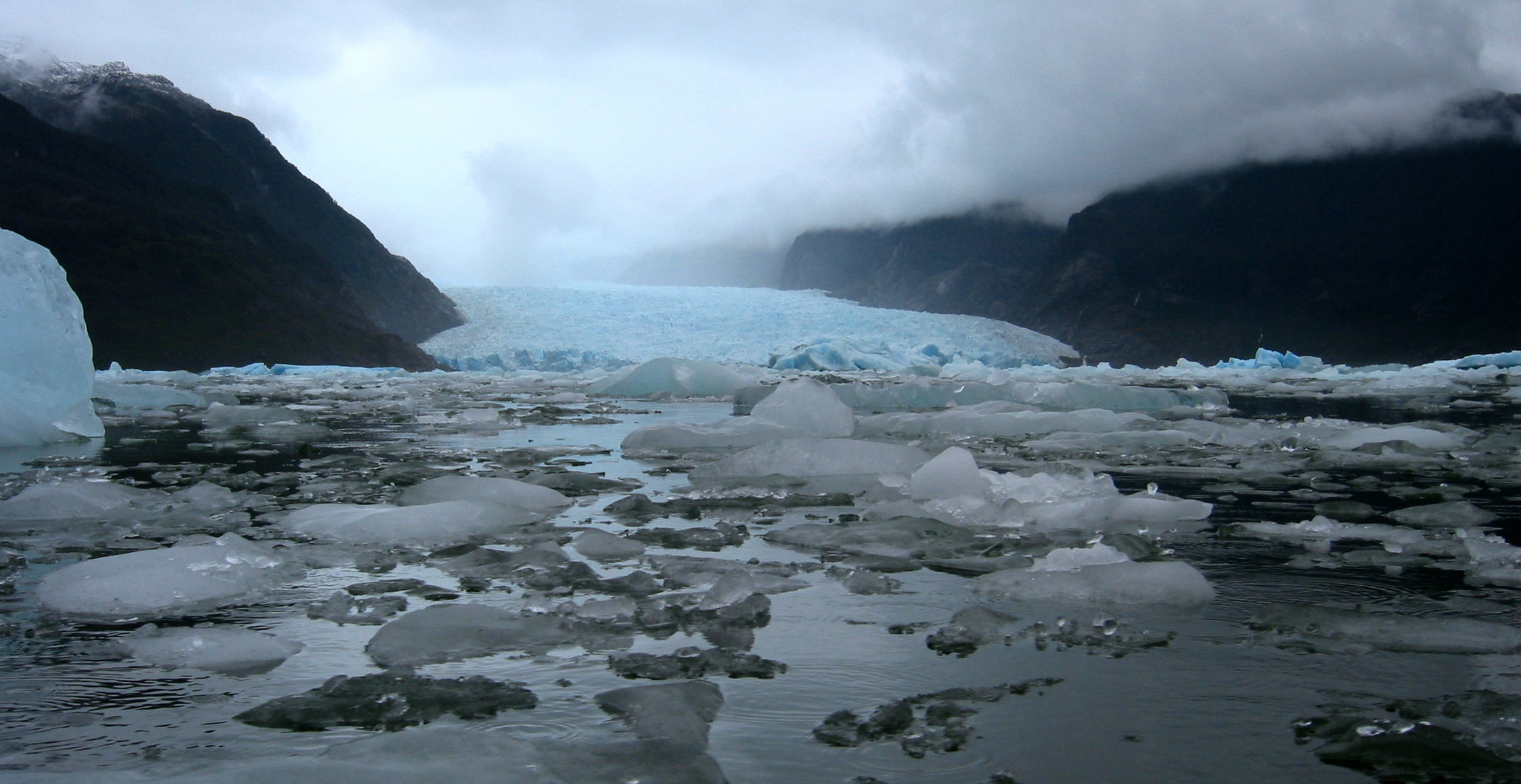
Laguna San Rafael

## Visitantes
Este parque recibe una cantidad de visitantes cada año muy reducida, tanto de chilenos como extranjeros.
| Año         | 2012 | 2013  | 2014  | 2015  | 2016  | 2017  | 2018  | 2019   | 2020  | 2021  | 2022   | 2023  | 2024  |
| ----------- | ---- | ----- | ----- | ----- | ----- | ----- | ----- | ------ | ----- | ----- | ------ | ----- | ----- |
| chilenos    | 252  | 686   | 1.285 | 3.341 | 5.752 | 5.884 | 5.821 | 6.995  | 4.186 | 8.939 | 10.498 | 5.092 | 3.838 |
| extranjeros | 134  | 336   | 659   | 1.387 | 1.973 | 2.304 | 2.401 | 4.500  | 1.928 | 351   | 2.413  | 2.713 | 2.062 |
| Total       | 386  | 1.022 | 1.944 | 4.728 | 7.725 | 8.188 | 8.222 | 11.495 | 6.114 | 9.290 | 12.911 | 7.805 | 5.900 |

## Riesgo ambiental
El proyecto Hidroaysén, aprobado por el primer Gobierno de Michelle Bachelet (2007-2010) y cancelado en 2017, con amplio rechazo entre los ambientalistas, proponía la construcción de cinco centrales hidroeléctricas, dos de las cuales se ubicarían en el río Baker. Parte del muro de una de estas últimas (llamada Baker 2), pasaría por este parque nacional, produciendo en él daños irreversibles.

## Protección del subsuelo
El parque nacional Laguna San Rafael cuenta con una protección de su subsuelo como lugar de interés científico para efectos mineros, según lo establece el artículo 17 del Código de Minería. Estas labores sólo pueden ser ejecutadas mediante un permiso escrito por el presidente de la República y firmado además por el ministro de Minería.
La condición de lugar de interés científico para efectos mineros fue establecida mediante Decreto Supremo N°133 de 29 de agosto de 1989 y publicado el 26 de octubre de 1989. que fija el polígono de protección.